# Anna Le Moine
Anna Maria Le Moine folkbokförd Lemoine, tidigare Svärd, född Bergström 30 oktober 1973 i Sveg, är en svensk curlingspelare. Hon spelade etta i Lag Norberg som vann VM 2005 och 2006, samt tog guld i vinter-OS 2006 i Turin och 2010 i Vancouver. Anna Le Moines yngre syster Kajsa Bergström var under en period lagets reserv. Laget lyckades 2006 med bedriften inget annat lag gjort tidigare, nämligen att vinna OS, VM och EM under samma säsong. 2010 försvarade laget sitt OS-guld genom att slå hemmanationen Kanada i finalmatchen. Därefter upplöstes laget, och Anette Norberg spelade vidare med ett annat lag.
Le Moine är medlem av Härnösands CK. Hon är till yrket civilingenjör. Hon deltog i Mästarnas mästare 2012. Hon vann bland annat grenen sisyfos och gick till semifinal.
Le Moine var med i Superstars 2010.
Hon gick i samma klass i grundskolan som Anna Carin Zidek. Båda tog OS-guld i Turin 2006.